# Микі
Микі (пол. Myki, нім. Micken) — село в Польщі, у гміні Дивіти Ольштинського повіту Вармінсько-Мазурського воєводства.